# Copa del Generalísimo 1947/48
Die Copa del Generalísimo 1947/48 war die 44. Austragung des spanischen Fußballpokalwettbewerbes, der heute unter dem Namen Copa del Rey stattfindet.
Der Wettbewerb startete am 14. September 1947 und endete mit dem Finale am 4. Juli 1948 im Nuevo Estadio Chamartín in Madrid. Titelverteidiger des Pokalwettbewerbes war Real Madrid. Den Titel gewann der FC Sevilla durch einen 4:1-Erfolg im Finale gegen Celta Vigo.

## Erste Hauptrunde
Die Spiele wurden am 14. September 1947 ausgetragen.
|                           | Ergebnis |                             |
| ------------------------- | -------- | --------------------------- |
| FC Pontevedra             | 8:0      | Berbés CF                   |
| Cultural Leonesa          | 1:0      | Maestranza Aérea de León    |
| Langreano CF              | 0:0      | Círculo Popular             |
| Gimnástica de Torrelavega | 2:1      | SD Barreda Balompié         |
| CD Logroñés               | 4:3      | Maestranza Aérea de Logroño |
| Arenas Club               | 2:0      | SD Indautxu                 |
| SD Arenas Saragossa       | 3:1      | SD Escoriaza                |
| CA Saguntino              | 3:0      | CD Acero                    |
| CD Atlético Baleares      | 5:1      | CD Constancia               |
| CD San Andrés             | 2:4      | SD España Industrial        |
| AR Chamberí               | 3:1      | AD Plus Ultra               |
| Tomelloso CF              | 3:1      | CF Gimnástico Alcázar       |
| FC Cartagena              | 1:0      | Sociedad Gimnástica Abad    |
| Alicante CF               | 0:0      | FC Elche                    |
| Real Linense              | 2:3      | FC Algeciras                |
| SD Ceuta                  | 0:2      | Atlético Tetuán             |

### Entscheidungsspiele
Die Spiele wurden am 16. September 1947 in La Felguera bzw. Elche ausgetragen.
|              | Ergebnis |                 |
| ------------ | -------- | --------------- |
| Langreano CF | 0:2      | Círculo Popular |
| Alicante CF  | 2:4      | FC Elche        |

## Zweite Hauptrunde
Die Spiele wurden am 19. Oktober 1947 ausgetragen.
|                           | Ergebnis |                         |
| ------------------------- | -------- | ----------------------- |
| SG Lucense                | 9:0      | Betanzos CF             |
| CD Juvenil                | 3:1      | Arsenal CF              |
| Santiago CF               | 5:3      | Arosa SD                |
| FC Pontevedra             | 3:1      | UD Orensana             |
| Club Lemos                | 4:2      | SD Ponferradina         |
| Real Avilés               | 3:1      | CD Gijonés              |
| Gimnástica de Torrelavega | 3:0      | CD Rayo Cantabria       |
| Real Santander            | 6:1      | Santoña CF              |
| Real Juvencia CF          | 1:3      | Círculo Popular         |
| Cultural Leonesa          | 3:1      | Caudal Deportivo        |
| Gimnástica Burgalesa      | 4:0      | FC Palencia             |
| Arenas Club               | 3:1      | CD Guecho               |
| SD Erandio Club           | 2:1      | Sestao SC               |
| CA Osasuna                | 7:1      | Real Unión Irún         |
| CD Logroñés               | 8:1      | CD Izarra               |
| Cultural de Durango       | 4:0      | Tolosa CF               |
| CD Alavés                 | 2:1      | CD Mirandés             |
| CD Numancia               | 1:0      | CD Tudelano             |
| Real Saragossa            | 4:0      | CD Tauste               |
| CA Saragossa              | 3:2      | SD Huesca               |
| SD Arenas Saragossa       | 3:0      | CD Belchite             |
| CD Segarra                | 2:1      | CA Saguntino            |
| CD Sueca                  | 1:3      | CD Játiva               |
| FC Girona                 | 6:1      | CD Granollers           |
| CD Júpiter                | 3:1      | CD Atlético Baleares    |
| SD España Industrial      | 0:2      | UD Sans                 |
| UD San Martín             | 13:2 1   | Igualada CF             |
| CF Reus Deportivo         | 1:0      | CD Tortosa              |
| UD Lérida                 | 4:0      | FC Terrassa             |
| Real Ávila                | 7:0      | SD Gimnástica Segoviana |
| CA Zamora                 | 3:1      | UD Salamanca            |
| CD Badajoz                | 3:1      | CP Cacereño             |
| Tomelloso CF              | 4:1      | CD Manchego             |
| CD Toledo                 | 3:1      | CD Talavera             |
| AD Ferroviaria            | 0:2      | Albacete Balompié       |
| Imperial CF               | 7:0      | CD Cieza                |
| FC Elche                  | 4:2      | CD Eldense              |
| CD Almoradí               | 1:2      | Crevillente CF          |
| FC Cartagena              | 2:0      | Orihuela Deportivo CF   |
| Unión Olímpica Jiennense  | 2:1      | CD Iliturgi             |
| UD Almería                | 4:0      | CD Linares              |
| UB Conquense              | 1:2      | AR Chamberí             |
| Recreativo Huelva         | 6:2      | Calavera CF             |
| Betis Sevilla             | 2:0      | Coria CF                |
| UD Melilla                | 1:3      | Larache CF              |
| Atlético Tetuán           | 4:3      | FC Algeciras            |
| FC Cádiz                  | 2:0      | CD San Fernando         |
| Electromecánica CF        | 1:1      | CF Antequerano          |

### Entscheidungsspiele
Das Spiel wurde am 21. Oktober 1947 in Antequera ausgetragen.
|                    | Ergebnis |                |
| ------------------ | -------- | -------------- |
| Electromecánica CF | 1:3      | CF Antequerano |

## Dritte Hauptrunde
Die Spiele wurden am 19. Oktober 1947 ausgetragen.
|                      | Ergebnis |                           |
| -------------------- | -------- | ------------------------- |
| SG Lucense           | 3:2      | CD Juvenil                |
| FC Pontevedra        | 6:0      | Santiago CF               |
| Cultural Leonesa     | 2:0      | Club Lemos                |
| Círculo Popular      | 2:0      | Real Avilés               |
| Real Santander       | 4:1      | Gimnástica de Torrelavega |
| Cultural de Durango  | 2:1      | SD Erandio Club           |
| Gimnástica Burgalesa | 2:1      | Arenas Club               |
| CD Alavés            | 0:2      | CA Osasuna                |
| CD Logroñés          | 2:0      | CD Numancia               |
| CA Saragossa         | 4:1      | SD Arenas Saragossa       |
| UD Lérida            | 1:1      | Real Saragossa            |
| CD Júpiter           | 1:0      | FC Girona                 |
| Igualada CF          | 1:2      | UD Sans                   |
| CF Reus Deportivo    | 3:2      | CD Segarra                |
| Albacete Balompié    | 3:0      | CD Játiva                 |
| Crevillente CF       | 4:3      | FC Elche                  |
| Imperial CF          | 2:1      | FC Cartagena              |
| Real Ávila           | 4:2      | CA Zamora                 |
| CD Badajoz           | 3:1      | Recreativo Huelva         |
| Tomelloso CF         | 5:0      | Unión Olímpica Jiennense  |
| Real Ávila           | 2:1      | UD Almería                |
| AR Chamberí          | 3:6      | CD Toledo                 |
| Betis Sevilla        | 5:0      | FC Cádiz                  |
| Atlético Tetuán      | 3:2      | Larache CF                |

### Entscheidungsspiele
Das Spiel wurde am 1. Januar 1948 in Saragossa ausgetragen.
|           | Ergebnis |                |
| --------- | -------- | -------------- |
| UD Lérida | 1:0      | Real Saragossa |

## Vierte Hauptrunde
Die Spiele wurden am 19. und 21. März sowie am 1. April 1948 ausgetragen.
|                   | Ergebnis |                         |
| ----------------- | -------- | ----------------------- |
| SG Lucense        | 5:2      | FC Pontevedra           |
| Cultural Leonesa  | 1:0      | Círculo Popular         |
| Real Santander    | 5:1      | RSF Cultural de Durango |
| CA Osasuna        | 4:1      | Gimnástica Burgalesa    |
| CA Saragossa      | 3:1      | CD Logroñés             |
| CF Reus Deportivo | 1:2      | UD Lérida               |
| UD Sans           | 2:0      | CD Júpiter              |
| Tomelloso CF      | 5:0      | Albacete Balompié       |
| Crevillente CF    | 1:1      | Imperial CF             |
| CD Toledo         | 4:2      | Real Ávila              |
| Betis Sevilla     | 2:1      | CD Badajoz              |
| CF Antequerano    | 2:0      | Atlético Tetuán         |

### Entscheidungsspiele
Das Spiel wurde am 23. März 1948 in Murcia ausgetragen.
|                | Ergebnis |             |
| -------------- | -------- | ----------- |
| Crevillente CF | 0:1      | Imperial CF |

## Fünfte Hauptrunde
Die Spiele wurden am 19. und 21. März sowie am 1. April 1948 ausgetragen.
|                     | Ergebnis |                   |
| ------------------- | -------- | ----------------- |
| SG Lucense          | 0:3      | Club Ferrol       |
| Deportivo La Coruña | 5:2      | CA Osasuna        |
| Cultural Leonesa    | 0:3      | Real Oviedo       |
| Real Santander      | 1:5      | Real Gijón        |
| CA Saragossa        | 0:3      | Real Sociedad     |
| UD Lérida           | 1:1      | CD Sabadell       |
| RCD Mallorca        | 2:2      | FC Barakaldo      |
| FC Badalona         | 5:3      | UD Sans           |
| Tomelloso CF        | 1:1      | CD Alcoyano       |
| CD Castellón        | 4:3      | Hércules Alicante |
| Real Murcia         | 3:0      | Levante UD        |
| CD Mestalla         | 4:1      | Imperial CF       |
| Real Madrid         | 1:0      | RCD Córdoba       |
| CD Málaga           | 11:4     | CD Toledo         |
| FC Granada          | 4:1      | Betis Sevilla     |
| Real Valladolid     | 5:0      | CF Antequerano    |

### Entscheidungsspiele
Das Spiel wurde am 20., 21. und 22. April 1948 in Sabadell, Alcoy bzw. Barcelona ausgetragen.
|              | Ergebnis |              |
| ------------ | -------- | ------------ |
| UD Lérida    | 2:5      | CD Sabadell  |
| Tomelloso CF | 4:5      | CD Alcoyano  |
| RCD Mallorca | 1:2      | FC Barakaldo |

## Sechste Hauptrunde
Die Spiele wurden am 25. April 1948 ausgetragen.
|                 | Ergebnis |                     |
| --------------- | -------- | ------------------- |
| Real Oviedo     | 4:1      | Deportivo La Coruña |
| Club Ferrol     | 4:1      | Real Gijón          |
| Real Sociedad   | 2:0      | CD Sabadell         |
| FC Badalona     | 3:1      | FC Barakaldo        |
| Real Madrid     | 4:2      | CD Málaga           |
| Real Valladolid | 4:1      | FC Granada          |
| CD Castellón    | 3:0      | CD Alcoyano         |
| Real Murcia     | 5:0      | CD Mestalla         |

## Achtelfinale
Die Hinspiele wurden am 2. Mai, die Rückspiele am 9. Mai 1948 ausgetragen.
|                         | Gesamt |                 | Hinspiel | Rückspiel |
| ----------------------- | ------ | --------------- | -------- | --------- |
| Club Ferrol             | 2:6    | Celta Vigo      | 2:2      | 0:4       |
| FC Badalona             | 2:3    | CD Castellón    | 2:1      | 0:2       |
| Atlético Bilbao         | 2:3    | FC Sevilla      | 2:1      | 0:2       |
| Gimnástico de Tarragona | 4:6    | Real Sociedad   | 2:3      | 2:3       |
| FC Valencia             | 7:0    | Real Valladolid | 6:0      | 1:0       |
| RCD Español             | 3:1    | Real Madrid     | 2:1      | 1:0       |
| Real Murcia             | 4:2    | Real Oviedo     | 2:0      | 2:2       |
| Atlético Madrid         | 2:0    | CF Barcelona    | 2:0      | 0:0       |

## Viertelfinale
Die Hinspiele wurden am 16. Mai, die Rückspiele am 23. Mai 1948 ausgetragen.
|                 | Gesamt |             | Hinspiel | Rückspiel |
| --------------- | ------ | ----------- | -------- | --------- |
| CD Castellón    | 1:8    | FC Sevilla  | 1:1      | 0:7       |
| RCD Español     | 4:2    | Real Murcia | 2:0      | 2:2       |
| Real Sociedad   | 3:2    | FC Valencia | 3:2      | 0:0       |
| Atlético Madrid | 6:7    | Celta Vigo  | 5:5      | 1:2       |

## Halbfinale
Die Hinspiele wurden am 6. Juni, die Rückspiele am 13. Juni 1948 ausgetragen.
|             | Gesamt |               | Hinspiel | Rückspiel |
| ----------- | ------ | ------------- | -------- | --------- |
| FC Sevilla  | 7:2    | Real Sociedad | 7:1      | 0:1       |
| RCD Español | 3:3    | Celta Vigo    | 1:1      | 2:2       |

### Entscheidungsspiele
Die Spiele wurden am 27. und 30. Juni 1948 in Madrid ausgetragen.
|             | Ergebnis |            |
| ----------- | -------- | ---------- |
| RCD Español | 2:2, 1:2 | Celta Vigo |

## Spiel um Platz 3
Das Spiel wurde am 3. Juli 1948 im Camp de Les Corts in Barcelona ausgetragen
|             | Ergebnis |               |
| ----------- | -------- | ------------- |
| RCD Español | 3:1      | Real Sociedad |

## Finale
Vigo-Torwart Francisco Simón verletzte sich beim 2:1-Führungstreffer von Mariano Uceda und wurde durch Mittelfeldspieler Gabriel Alonso ersetzt, da Auswechslungen zum damaligen Zeitpunkt noch nicht erlaubt waren. In der 83. Minute wurde Pahiño wegen einer Tätlichkeit des Feldes verwiesen. In der 87. Minute musste auch Juan Areitio verletzungsbedingt das Feld verlassen. Dementsprechend beendete Celta Vigo die Partie mit acht Spielern.
| FC Sevilla                                       | FC Sevilla | Celta Vigo | Celta Vigo |
| ------------------------------------------------ | --- | --- | ---------- |
| FC Sevilla                                       | \| 4. Juli 1948 in Madrid (Nuevo Estadio Chamartín) \| \| Ergebnis: 4:1 (1:1) \| \| Zuschauer: 55.000 \| \| Schiedsrichter: Agustín Vilalta \|                                                              | \| 4. Juli 1948 in Madrid (Nuevo Estadio Chamartín) \| \| Ergebnis: 4:1 (1:1) \| \| Zuschauer: 55.000 \| \| Schiedsrichter: Agustín Vilalta \|                     | Celta Vigo |
| FC Sevilla                                       | José María Busto – Joaquín Jiménez , Manuel Belmonte – Pedro Alconero, Francisco Antúnez, Pedro Eguiluz – José Pineda, Juan Arza, Mariano Uceda, Manuel Doménech, José Campos Cheftrainer: Patricio Caicedo | Francisco Simón – José Mesa, Cabiño – Gaitos, Gabriel Alonso, Yayo – Francisco Roig , Miguel Muñoz, Pahiño, Juan Areitio, Juan Vázquez Cheftrainer: Ricardo Zamora | Celta Vigo |
| FC Sevilla                                       | 1:1 Mariano Uceda (18.) 2:1 Mariano Uceda (59.) 3:1 Mariano Uceda (73.) 4:1 Juan Arza (75.) | 0:1 Miguel Muñoz (6.) | Celta Vigo |
| 4. Juli 1948 in Madrid (Nuevo Estadio Chamartín) | | |            |
| Ergebnis: 4:1 (1:1)                              | | |            |
| Zuschauer: 55.000                                | | |            |
| Schiedsrichter: Agustín Vilalta                  | | |            |